# Puna (Potosí)
Puna is de hoofdplaats van de provincie José María Linares in het departement Potosí in Bolivia.